# مستانه مهاجر
مستانه میراب مهاجر منتجة ومخرجة ومركبة أفلام إيرانية من مواليد 1353 هجري الموافق لـ :5 ماي 1974م بطهران ومتخرجة من جامعة سور بطهران.

## فيلموغرافيا

### منتجة
- 2002: عشرة
- 2017 : إسرافيل[2]
- 2020: الأجنبي[3]
- 2021 : إنطلق الى الطريق Hit The Road[4]

### مونتاج
- 2004 : ليلة
- 2007 :الكراس
- 2007 :10+4
- 2011 : الموت هو مهنتي
- 2018 :ثلاث أوجه
- 2018 :أمير[5]

## جوائز
- 2016 : جائزة مهرجان شهر السينمائي السادس عن إنتاج فيلم "مرضية" [6]
- 2017-2016 : جائزة اللقطة الذهبية المقربة من مهرجان شيد السينمائي الثاني عن إنتاج فيلم إسرافيل [7]